# Karl August Tavaststjerna
Karl August Tavaststjerna (13. maj 1860 på Annila i Björneborg (Pori) - 20. marts 1898 i Björneborg) var en af Finlands mest eminente forfattere i slutningen af 1800-tallet.
Karl August Tavaststjerna var uddannet arkitekt dimitterede fra Polytekniska institutet i Helsingfors 1883, hvorefter han helt gik over til sit skønlitterær arbejde.
Karl August Tavaststjerna skrev både prosa og lyrik og repræsenterer det moderne gennembrud i den finlandssvenske litteratur. Barndomsvänner (1886) er en udviklingsroman i Herman Bangs ånd. Romanen Hårda tider (1891, på dansk Strænge Tider, 1893), der skildrer forholdene i Finland under den store misvækst i 1868, er samfundskritisk og i underforstået polemik mod idealisme hos Johan Ludvig Runeberg.
Karl August Tavaststjerna blev 6. juni 1891 gift med den unge svenske skuespillerinde Gabrielle Kindstrand som var tilknyttet Viktor Rydbergs teatergruppe. Parret boede i flere år i Schweiz, Italien og på øen Rügen og Berlin i Tyskland. Under deres tid i Tyskland tilhørte Tavaststjerna den kende såkaldte "Friedrichshagener Kreis" som var en kreds af mere eller mindre bohemiske nordiske kulturpersonligheder, der var fulde af begejstring for den nye strømning: Naturalismen fra Skandinavien. Da August Strindberg i 1892 nærmest flygtede til Berlin, opstod snart en skandinavisk kunstnerkoloni omkring den vinstue på Neue Wilhelmstraße, som Strindberg kaldte "Zum schwarzen Ferkel". Den låg i bydelen Friedrichshagen i det østlige Berlin. Der kom flere forfattere, svenskerne August Strindberg og Ola Hansson, danskeren Holger Drachmann, nordmændene Knut Hamsun, Gunnar Heiberg og den mindre kendte Gabriel Finne samt den svenskføde finsk-tyske Adolf Paul. I begyndelsen af 1894 blev Tavaststjerna træt af det hektiske liv i Berlin og bad diplomaten greve Birger Mörner (1867-1930) hjælpe dem med at finde et sted i Sverige, hvor han skulle kunne skrive. Mörner ordnede det sådan at Tavaststjerna fra slutningen af april fik lov at leje en bolig hos Carl Coyet (1852-1902), en adelig tidligere løjtnant i reserven ved Skånska Husarregementet, på dennes gård Sörby i Norrbyas sogn i Närke. Tavaststjerna boede der til vinteren 1894-95. I september 1895 flyttede de tilbaga til Finland, da han var blevet redaktør på den lille Hangö tidning i 1895 og året efter på Björneborgs tidning. Han døde af lungebetændelse et par måneder inden sin 38-årsdag på hospitalet i Björneborg.

### Skrifter og udvalg
- Efter kvällsbrisen: efterlämnade skrifter på vers och prosa. Stockholm: Beijer. 1899.Libris 1645641
- Dikter i urval. Stockholm: Bonnier. 1905.Libris 10515225 - 2 volymer.
- [Skrifter i urval]. Ur Finlands svenska litteratur ; 1, 4. 1914-1921.Libris 8526176 - 2 volymer.
- Samlade skrifter (svensk). Helsingfors: Schildt. 1924.Libris 8228930 - 10 volymer.